# Central European Football League 2021
La Central European Football League 2021 è stata la quindicesima edizione dell'omonimo torneo di football americano. La sua finale è denominata CEFL Bowl XV.
Inizialmente prevista con inizio il 24 aprile, è stato successivamente annunciato che partirà il 15 maggio e si concluderà - come previsto - il 26 giugno con alcune modifiche nell'organico (ritiri di Badalona Dracs, Black Panthers de Thonon, Copenhagen Towers e Moscow Spartans e invito esteso ai Fehérvár Enthroners).
Il 3 maggio si sono ritirati anche i Carlstad Crusaders in quanto non certi di poter rispettare gli impegni e di potersi allenare adeguatamente a causa della pandemia di COVID-19 del 2019-2021.
Successivamente è stato annunciato anche il ritiro dei Fehérvár Enthroners.
La squadra vincitrice sarà nominata campione d'Europa, per la prima volta nella storia di questa competizione (in considerazione dell'annullamento della stagione 2020).

## Squadre partecipanti
| Club                     | Città           | Stadio             | Sponsor ufficiale | Risultato nella stagione 2020              |
| ------------------------ | --------------- | ------------------ | ----------------- | ------------------------------------------ |
| Calanda Broncos          | Coira           |                    |                   | Campioni della Svizzera; vicecampioni CEFL |
| Carlstad Crusaders       | Karlstad        |                    |                   | Campioni di Svezia                         |
| Fehérvár Enthroners      | Székesfehérvár  |                    |                   |                                            |
| Kragujevac Wild Boars    | Kragujevac      |                    |                   | Campioni della Serbia                      |
| Schwäbisch Hall Unicorns | Schwäbisch Hall |                    |                   | Vicecampioni della Germania (2019)         |
| Seamen Milano            | Milano          |                    |                   | Campioni d'Italia (2019)                   |
| Tirol Raiders            | Innsbruck       | Tivoli-Neu Stadion |                   |                                            |
| Vienna Vikings           | Vienna          |                    |                   | Campioni dell'Austria                      |

## Calendario iniziale (wild card e quarti di finale)

### Tabellone
|  | Primo turno              | Primo turno    |                          |                | Quarti di finale | Quarti di finale |  |  | Semifinali | Semifinali |  |  | CEFL Bowl XV | CEFL Bowl XV |
|  |                          |                |                          |                |                  |                  |  |  |            |            |  |  |              |              |
|  |                          |                |                          |                | 15 maggio 2021   |                  |  |  |            |            |  |  |              |              |
|  |                          |                |                          |                |                  |                  |  |  |            |            |  |  |              |              |
|  | Tirol Raiders            |                |                          |                |                  |                  |  |  |            |            |  |  |              |              |
|  | Seamen Milano            |                | 29 maggio 2021           | 29 maggio 2021 |                  |                  |  |  |            |            |  |  |              |              |
|  | Seamen Milano            | Seamen Milano  | 29 maggio 2021           | 29 maggio 2021 |                  |                  |  |  |            |            |  |  |              |              |
|  | bye                      |                |                          | TBD            |                  |                  |  |  |            |            |  |  |              |              |
|  | bye                      | 15 maggio 2021 |                          | TBD            |                  |                  |  |  |            |            |  |  |              |              |
|  | 24 aprile 2021           | 24 aprile 2021 |                          | TBD            |                  |                  |  |  |            |            |  |  |              |              |
|  | 24 aprile 2021           | 24 aprile 2021 | Vienna Vikings           | TBD            |                  |                  |  |  |            |            |  |  |              |              |
|  | Kragujevac Wild Boars    |                |                          |                | 26 giugno 2021   | 26 giugno 2021   |  |  |            |            |  |  |              |              |
|  | Kragujevac Wild Boars    | TBD            |                          |                | 26 giugno 2021   | 26 giugno 2021   |  |  |            |            |  |  |              |              |
|  | Moscow Spartans          |                |                          | TBD            |                  |                  |  |  |            |            |  |  |              |              |
|  | Moscow Spartans          | 22 maggio 2021 |                          | TBD            |                  |                  |  |  |            |            |  |  |              |              |
|  | 24 aprile 2021           | 24 aprile 2021 |                          | TBD            |                  |                  |  |  |            |            |  |  |              |              |
|  | 24 aprile 2021           | 24 aprile 2021 | Schwäbisch Hall Unicorns | TBD            |                  |                  |  |  |            |            |  |  |              |              |
|  | Copenhagen Towers        |                | 12 giugno 2021           | 12 giugno 2021 |                  |                  |  |  |            |            |  |  |              |              |
|  | Copenhagen Towers        | TBD            | 12 giugno 2021           | 12 giugno 2021 |                  |                  |  |  |            |            |  |  |              |              |
|  | Carlstad Crusaders       |                |                          | TBD            |                  |                  |  |  |            |            |  |  |              |              |
|  | Carlstad Crusaders       | 29 maggio 2021 |                          | TBD            |                  |                  |  |  |            |            |  |  |              |              |
|  | 24 aprile 2021           | 24 aprile 2021 |                          | TBD            |                  |                  |  |  |            |            |  |  |              |              |
|  | 24 aprile 2021           | 24 aprile 2021 | Calanda Broncos          | TBD            |                  |                  |  |  |            |            |  |  |              |              |
|  | Black Panthers de Thonon |                |                          |                |                  |                  |  |  |            |            |  |  |              |              |
|  |                          | TBD            |                          |                |                  |                  |  |  |            |            |  |  |              |              |
|  | Badalona Dracs           |                |                          |                |                  |                  |  |  |            |            |  |  |              |              |
|  |                          |                |                          |                |                  |                  |  |  |            |            |  |  |              |              |

### Primo turno
| 24 aprile 2021 | Black Panthers de Thonon | - – - | Badalona Dracs |  |

| 24 aprile 2021 | Copenhagen Towers | - – - | Carlstad Crusaders |  |

| 24 aprile 2021 | Kragujevac Wild Boars | - – - | Moscow Spartans |  |

### Quarti di finale
| 15 maggio 2021 | Tirol Raiders | - – - | Seamen Milano |  |

| 15 maggio 2021 | Vienna Vikings | - – - | TBD |  |

| 22 maggio 2021 | Schwäbisch Hall Unicorns | - – - | TBD |  |

| 29 maggio 2021 | Calanda Broncos | - – - | TBD |  |

## Calendario definitivo (dai quarti di finale)

### Tabellone
|  | Quarti di finale         | Quarti di finale         | Quarti di finale         |                          |                 | Semifinali      | Semifinali | Semifinali |  |  | CEFL Bowl XV | CEFL Bowl XV | CEFL Bowl XV |  |
|  |                          |                          |                          |                          |                 |                 |            |            |  |  |              |              |              |  |
|  | Tirol Raiders            | Tirol Raiders            | 41                       |                          |                 |                 |            |            |  |  |              |              |              |  |
|  | Tirol Raiders            | Tirol Raiders            | 41                       |                          |                 |                 |            |            |  |  |              |              |              |  |
|  | Seamen Milano            | Seamen Milano            | 14                       |                          |                 |                 |            |            |  |  |              |              |              |  |
|  | Seamen Milano            | Seamen Milano            | 14                       |                          | Tirol Raiders   | Tirol Raiders   | 20         |            |  |  |              |              |              |  |
|  |                          |                          |                          |                          | Tirol Raiders   | Tirol Raiders   | 20         |            |  |  |              |              |              |  |
|  |                          |                          | Vienna Vikings           | Vienna Vikings           | 13              |                 |            |            |  |  |              |              |              |  |
|  | Vienna Vikings           | Vienna Vikings           | Vienna Vikings           | Vienna Vikings           | 13              | 82              |            |            |  |  |              |              |              |  |
|  | Vienna Vikings           | Vienna Vikings           |                          |                          |                 |                 |            |            |  |  |              |              |              |  |
|  | Kragujevac Wild Boars    | Kragujevac Wild Boars    | 7                        |                          |                 |                 |            |            |  |  |              |              |              |  |
|  | Kragujevac Wild Boars    | Kragujevac Wild Boars    | 7                        |                          | Tirol Raiders   | Tirol Raiders   | 16         |            |  |  |              |              |              |  |
|  |                          |                          |                          |                          |                 |                 |            |            |  |  |              |              |              |  |
|  |                          |                          | Schwäbisch Hall Unicorns | Schwäbisch Hall Unicorns | 22              |                 |            |            |  |  |              |              |              |  |
|  | Calanda Broncos          | Calanda Broncos          | Schwäbisch Hall Unicorns | Schwäbisch Hall Unicorns | 22              | 1               |            |            |  |  |              |              |              |  |
|  | Calanda Broncos          | Calanda Broncos          |                          |                          |                 |                 |            |            |  |  |              |              |              |  |
|  | Fehérvár Enthroners      | Fehérvár Enthroners      | 0 d.g.s.                 |                          |                 |                 |            |            |  |  |              |              |              |  |
|  | Fehérvár Enthroners      | Fehérvár Enthroners      | 0 d.g.s.                 |                          | Calanda Broncos | Calanda Broncos | 21         |            |  |  |              |              |              |  |
|  |                          |                          |                          |                          | Calanda Broncos | Calanda Broncos | 21         |            |  |  |              |              |              |  |
|  |                          |                          | Schwäbisch Hall Unicorns | Schwäbisch Hall Unicorns | 35              |                 |            |            |  |  |              |              |              |  |
|  | Schwäbisch Hall Unicorns | Schwäbisch Hall Unicorns | Schwäbisch Hall Unicorns | Schwäbisch Hall Unicorns | 35              | 1               |            |            |  |  |              |              |              |  |
|  | Schwäbisch Hall Unicorns | Schwäbisch Hall Unicorns |                          |                          |                 |                 |            |            |  |  |              |              |              |  |
|  | Carlstad Crusaders       | Carlstad Crusaders       | 0 d.g.s.                 |                          |                 |                 |            |            |  |  |              |              |              |  |

### Quarti di finale
| Vienna 15 maggio 2021, ore 17:00 | Vienna Vikings | 82 – 7 (21-0 21-0 13-0 27-7) referto | Kragujevac Wild Boars | Ravelin Footballzentrum |

| Innsbruck 15 maggio 2021, ore 18:00 | Tirol Raiders | 41 – 14 (7-0 28-0 0-0 6-14) referto | Seamen Milano | American Footballzentrum |

| 22 maggio 2021 | Schwäbisch Hall Unicorns | 1 – 0 (a tavolino) | Carlstad Crusaders |  |

| Coira 29 maggio 2021, ore 18:00 | Calanda Broncos | 1 – 0 (a tavolino) | Fehérvár Enthroners | Sportplatz Ringstrasse |

### Semifinali
| Innsbruck 29 maggio 2021, ore 16:00 | Tirol Raiders | 20 – 13 (6-0 0-6 0-0 14-7) referto | Vienna Vikings | American Footballzentrum |

| Coira 13 giugno 2021, ore 15:00 | Calanda Broncos | 21 – 35 (7-0 7-14 0-14 7-7) referto | Schwäbisch Hall Unicorns | Sportplatz Ringstrasse |

## CEFL Bowl XV
| Innsbruck 26 giugno 2021, ore 15:00 | Tirol Raiders | 16 – 22 (3-7 13-0 0-7 0-8) referto | Schwäbisch Hall Unicorns | Tivoli-Neu Stadion |

## Verdetti
- Schwäbisch Hall Unicorns Vincitori del CEFL Bowl XV